# Collitera variegata
Collitera variegata är en insektsart som beskrevs av Sjöstedt 1921. Collitera variegata ingår i släktet Collitera och familjen gräshoppor. Inga underarter finns listade i Catalogue of Life.